# Li Chao
Dans ce nom, le nom de famille, Li, précède le nom personnel.
Li Chao est un joueur d'échecs chinois né le 21 avril 1989 à Taiyuan. Grand maître international depuis 2007, il a remporté le championnat d'Asie d'échecs en 2013. Il est un des assistants de Wang Yue. 
Au 1er juillet 2015, il est le 15e joueur mondial et le no 2 chinois, avec un classement Elo de 2 748.

## Carrière

### Tournois individuels

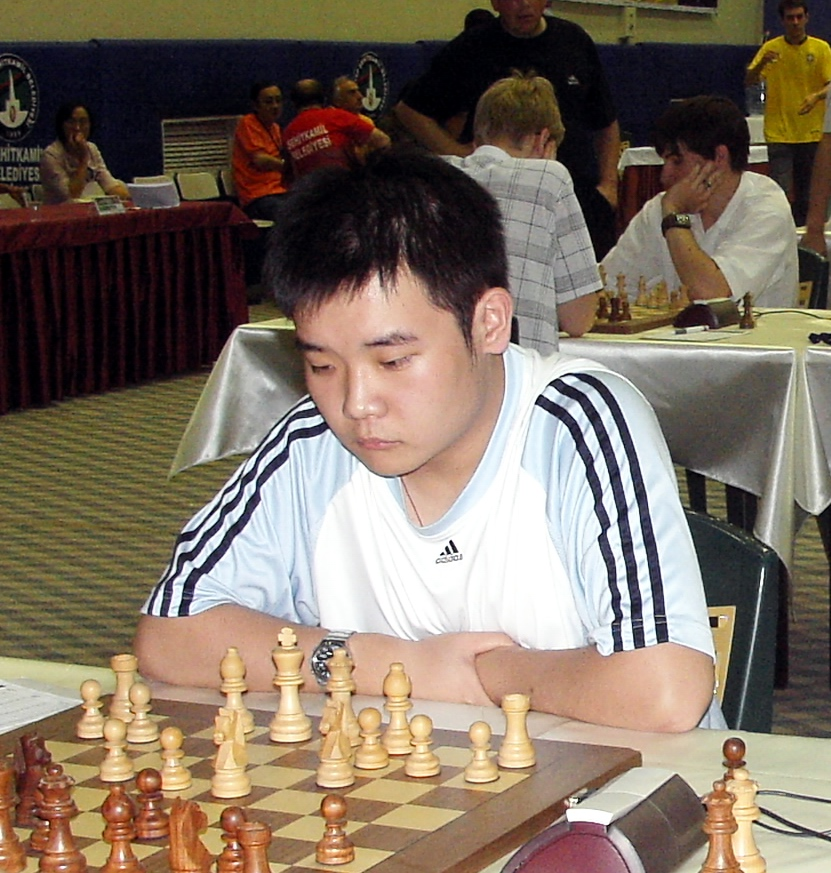
Li Chao au championnat du monde junior 2008

En 2005, Li Chao finit 3e-5e du championnat du monde d'échecs junior (avec 8,5 points sur 13) et grâce à une performance de 2 613, il réalisa sa première norme de grand maître international.
En 2007, Li remportait l'open de Täby, l'open de Kuala Lumpur et la coupe du président à Manille. La même année, il obtint le titre de grand maître international, réalisant sa deuxième norme  à l'open Aeroflot A1 (avec 4,5 points sur 9) et au tournoi de Erevan 2007 où il finit premier-troisième ex æquo et troisième au départage.
En 2008, il finit premier ex æquo de l'open de Kuala Lumpur.
En 2010, Li remporta le groupe C du tournoi de Wijk aan Zee et quelques mois plus tard la coupe Doeberl à Canberra.
En 2015, il remporta l'open de Cappelle-la-Grande (mars) avec 7,5 points sur 9 et l'open Neckar de Deizisau (avril) avec 8,5 points sur 9.
Son meilleur classement Elo est de  2 758 points, obtenu en juin 2016.

### Coupes du monde
Li Chao a participé à quatre coupes du monde.
| Année | Lieu            | Résultat       | Ultime adversaire      | Adversaires battus                    |
| ----- | --------------- | -------------- | ---------------------- | ------------------------------------- |
| 2009  | Khanty-Mansiïsk | troisième tour | Vugar Gashimov         | Gabriel Sargissian, Yannick Pelletier |
| 2011  | Khanty-Mansiïsk | premier tour   | Nguyễn Ngọc Trường Sơn |                                       |
| 2013  | Tromsø          | deuxième tour  | Anish Giri             | Evguéni Postny                        |
| 2017  | Tbilissi        | troisième tour | Richárd Rapport        | Leandro Krysa, Samuel Sevian          |

### Compétitions par équipe
il a participé aux olympiades de 2010 et 2012 ainsi qu'aux championnats du monde par équipes de 2011 (au troisième échiquier), 2013 (au premier échiquier) : la Chine finit deuxième à chaque fois ; puis en 2017 (la Chine finit première).
Avec la Chine, Li Chao a été vice-champion du monde par équipes en 2011 et 2013 et  a terminé deux fois quatrième de l'olympiade d'échecs (en 2010 et 2012).
En 2017, lors du championnat du monde par équipe, il remporte la médaille d'or par équipe et la médaille d'or individuelle au quatrième échiquier, ayant réalisé la deuxième meilleure performance Elo de la compétition et le meilleur pourcentage avec 7 points marqués lors des 9 rondes.